# スタディオ・オモボーノ・テンニ
スタディオ・オモボーノ・テンニ（Stadio Omobono Tenni）は、イタリア・ヴェネト州トレヴィーゾにあるサッカースタジアム。トレヴィーゾFCがホームスタジアムとしている。

## 概要
当初はスタディオ・コムナーレ・デル・リットリオと呼ばれていた。1963年、トレヴィーゾにゆかりのあるオートバイレーサー、オモボーノ・テンニの名を冠した現在の名称になった。
2008-2009シーズンは、セリエBのASチッタデッラが本拠地スタディオ・ピエル・チェーザレ・トンボラートの改修が終了するシーズン途中までホームゲームを開催していた。